# Arboretum Robert Lenoir

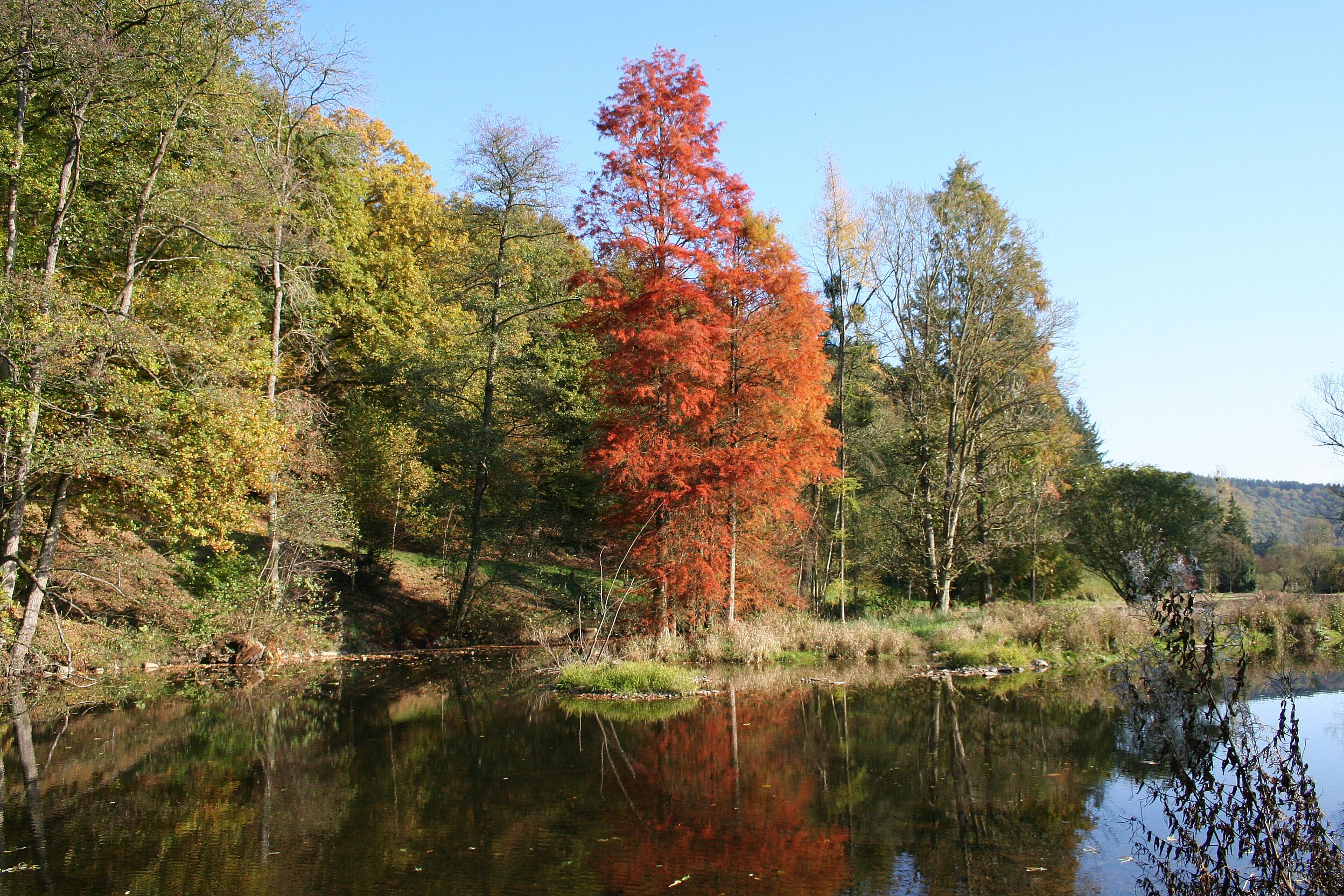
Taxodium distichum en el Arboretum Robert Lenoir en Rendeux

El Arboretum Robert Lenoir es un arboreto de 27 hectáreas de extensión que se encuentra en Rendeux, Bélgica. Es de administración estatal y su código de identificación internacional como institución botánica es ROBLE.

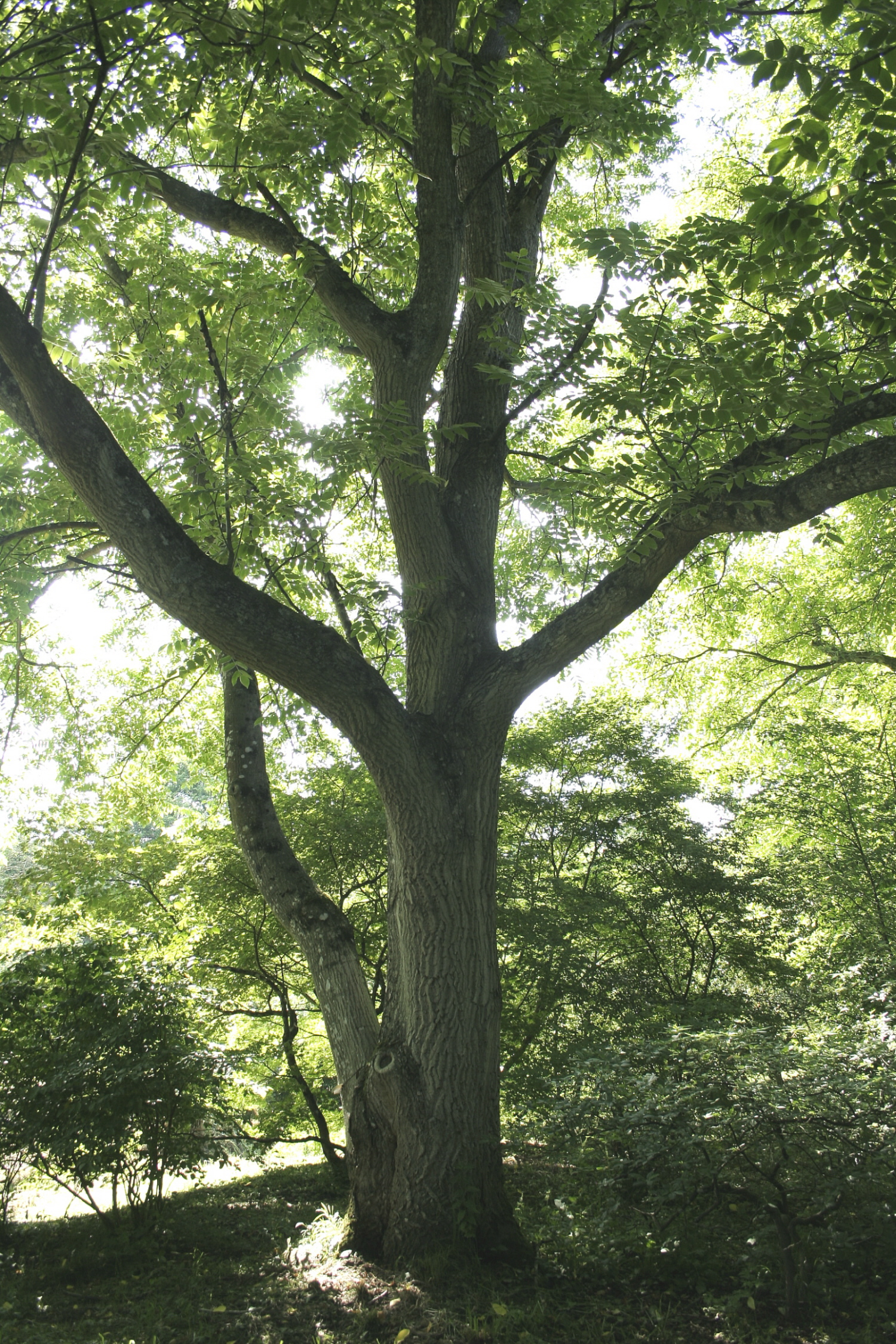
Juglans mandshurica

## Localización
Se encuentra situado en la orilla del río Ourthe en el territorio de la comuna de Rendeux, a una altitud variable entre 200 y 350 m s. n. m.
Arboretum Robert Lenoir, Moulin de Bardonwez, Rendeux
B-6987 Belgium-Bélgica50°13′N 5°30′E / 50.217, 5.500
- Promedio Anual de Lluvia: 950 mm
- Altitud: 200.00 m s. n. m.

## Historia
Fue establecido en 1937 y acrecentado hasta 1987 por el apasionado a la dendrología que era Robert Lenoir, y a lo largo de los años se convirtió, no solo en el más atractivo sino también en el más importante de Valonia. En efecto, alberga numerosos especímenes muy raros y cuenta al menos con 3000 especies de árboles. 
Desde 1991, se convirtió en propiedad de la región Valona que garantiza su mantenimiento y su adaptación. 
Con el respeto de algunas normas elementales de protección del lugar, el arboretum es accesible a todos en general.

## Colecciones
Este arboreto alberga a 2509 accesiones de plantas vivas, con 1661 Taxones en cultivo
Entre sus colecciones especiales son de destacar, Euonymus y Sorbus. 

## Galería de fotos

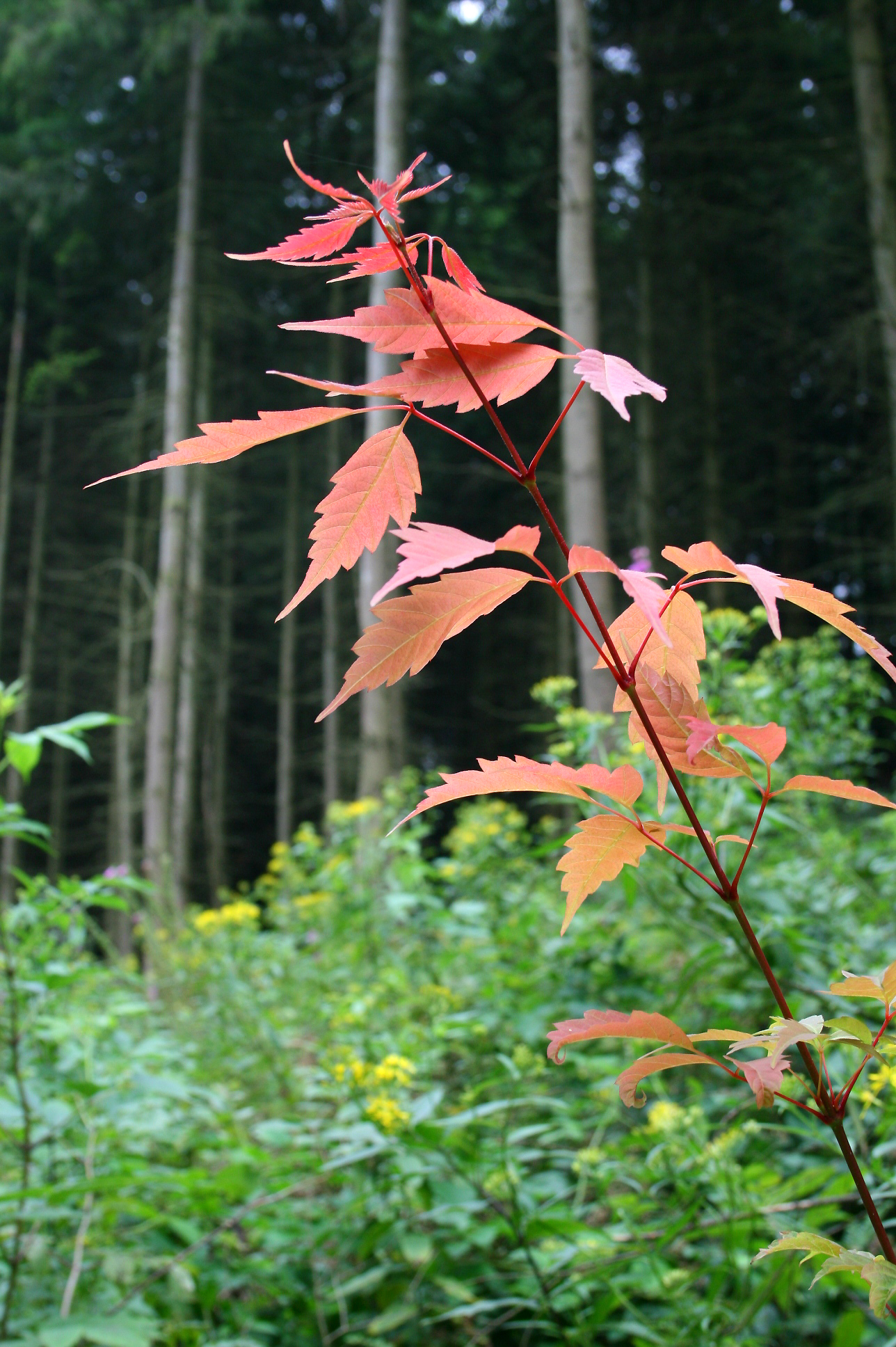
Acer cissifolium
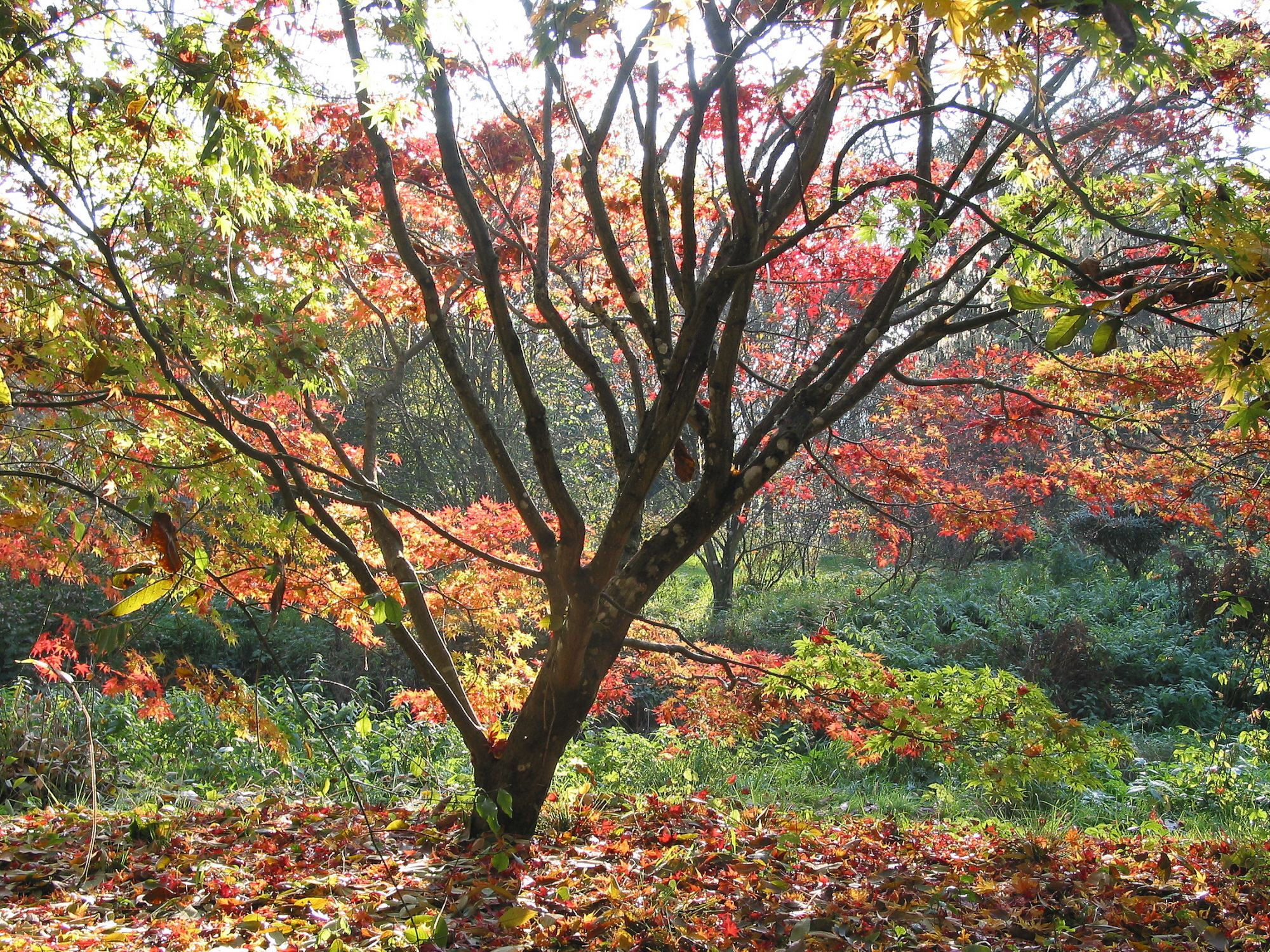
Acer palmatum « Osakazuki »
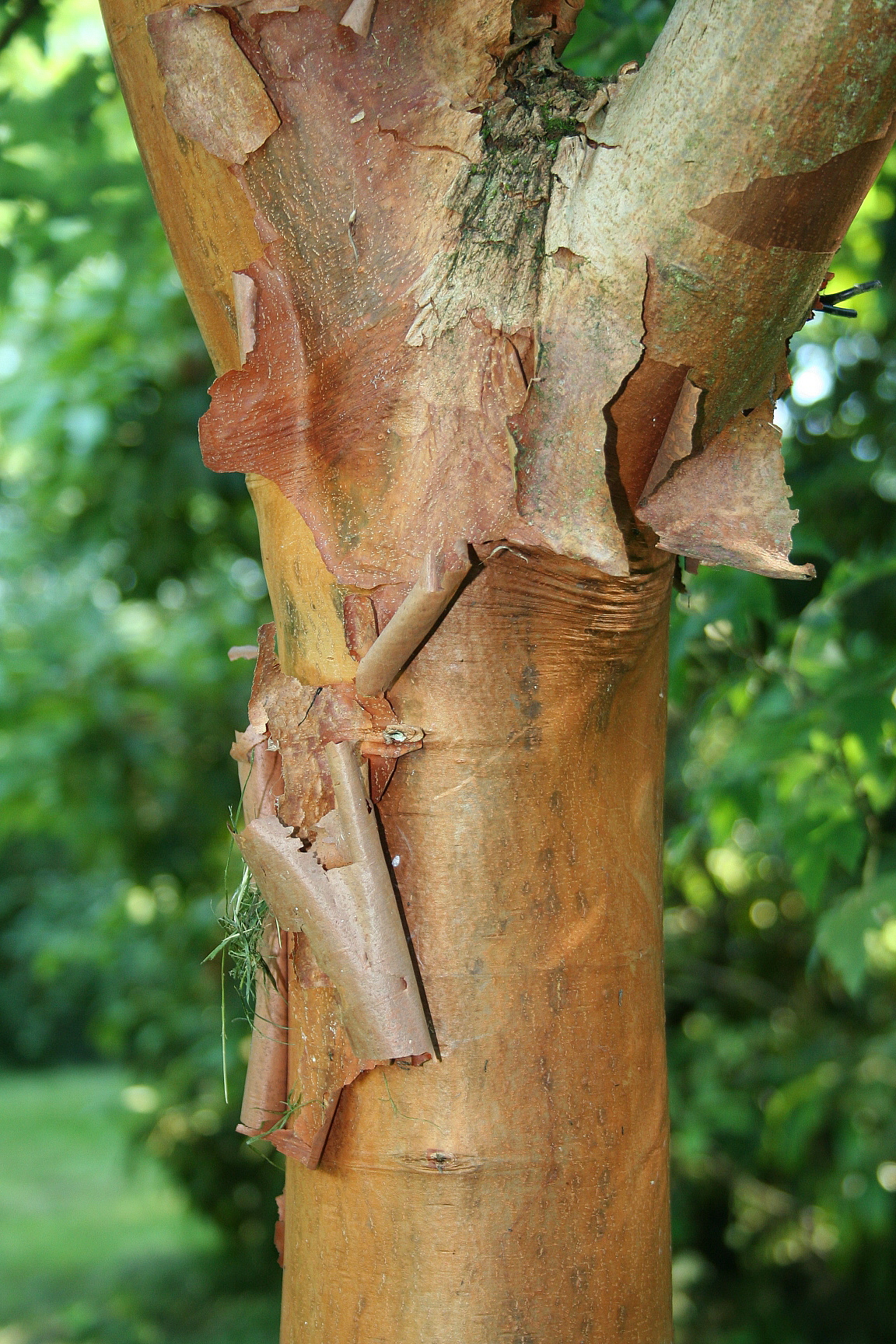
Acer griseum
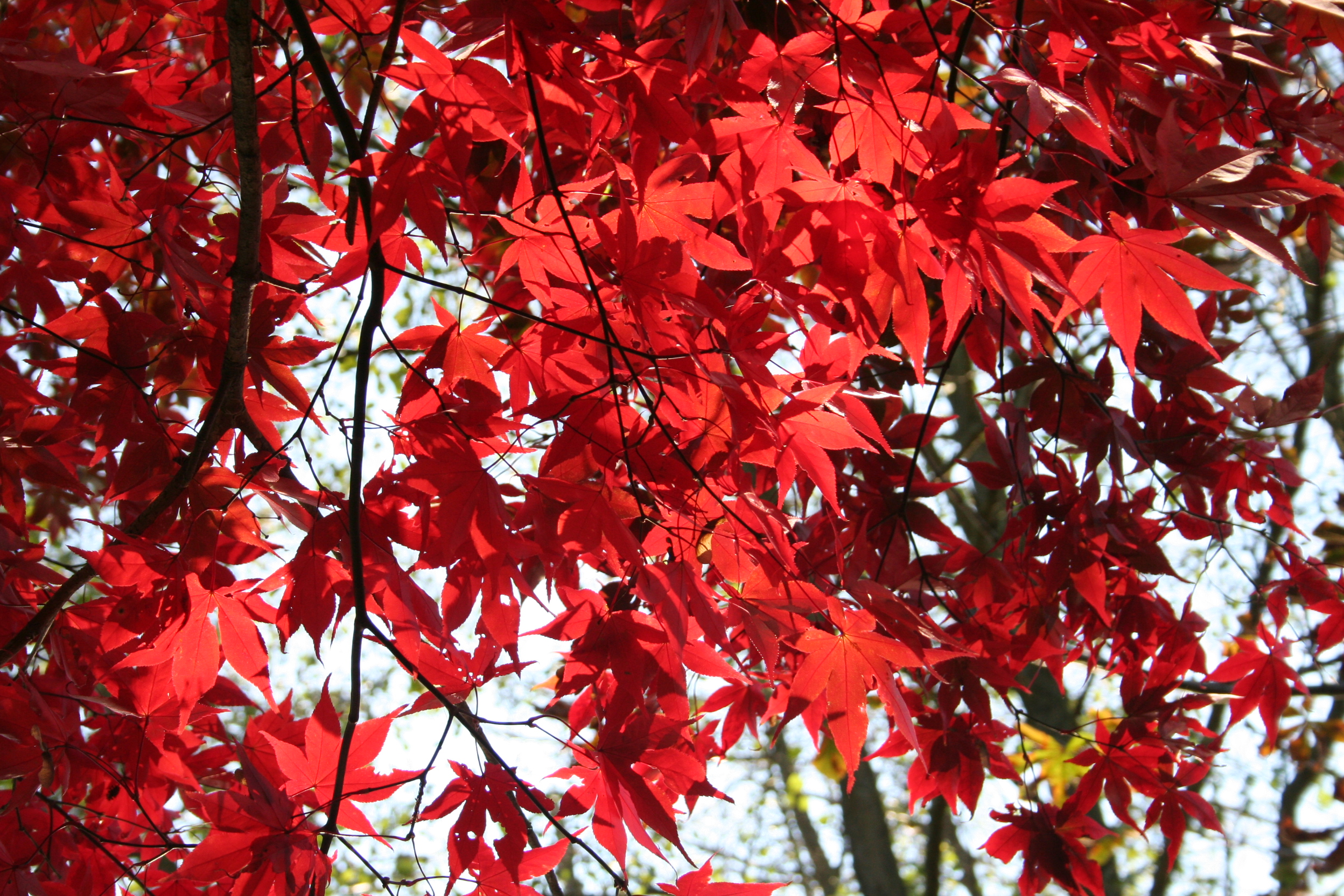
Acer palmatum « Osakazuki »
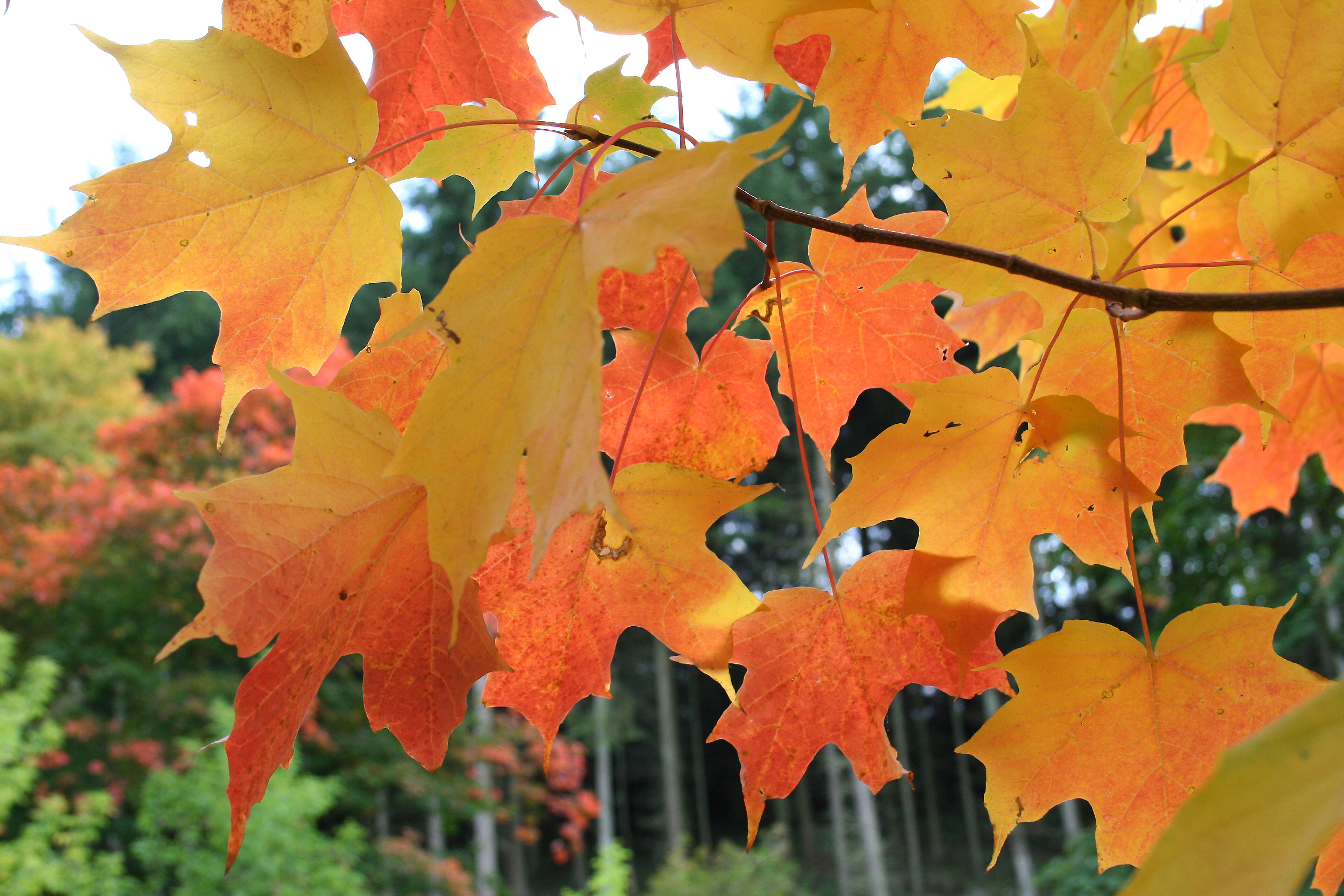
Acer saccharum
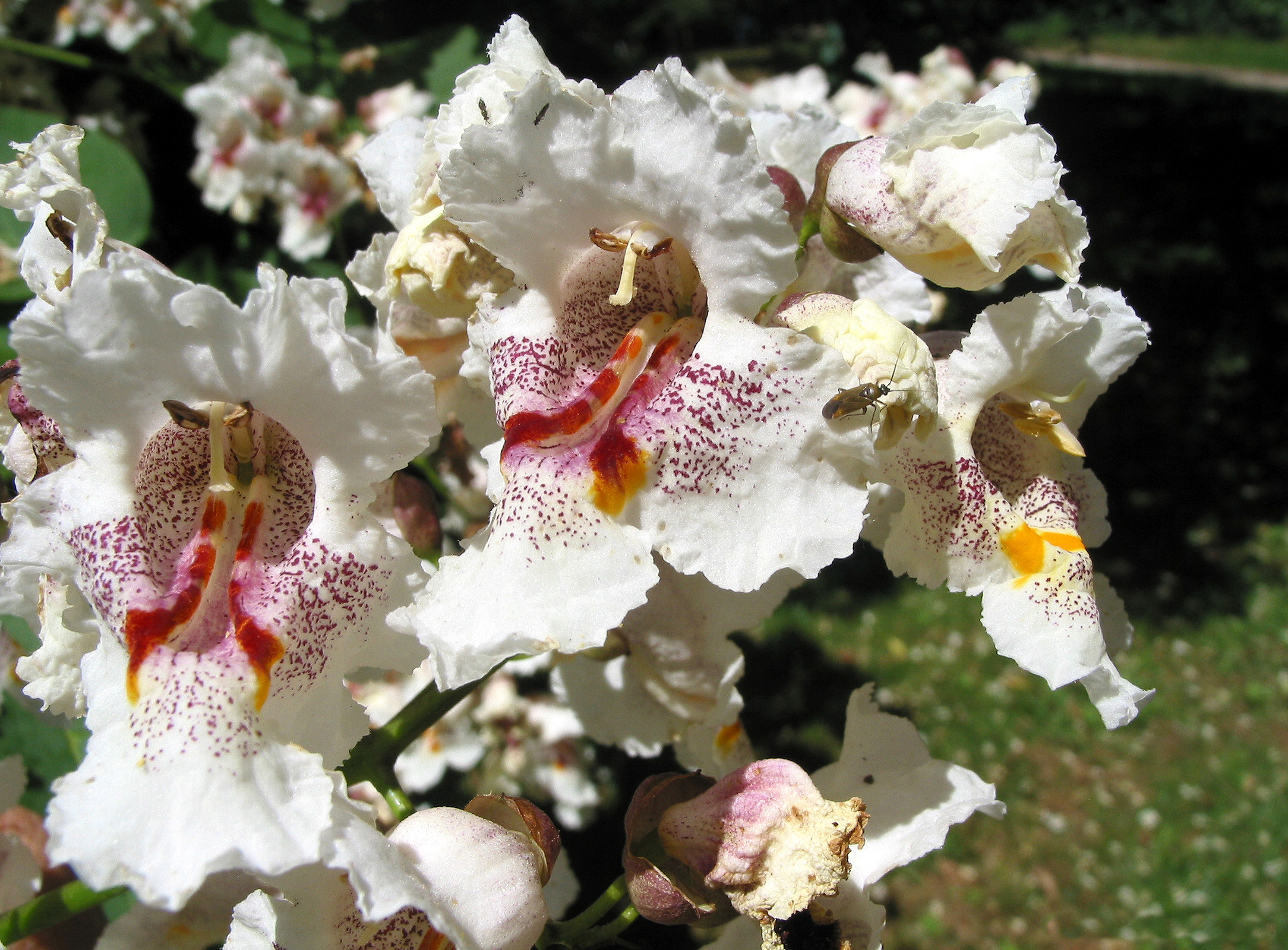
Fleurs de Catalpa speciosa
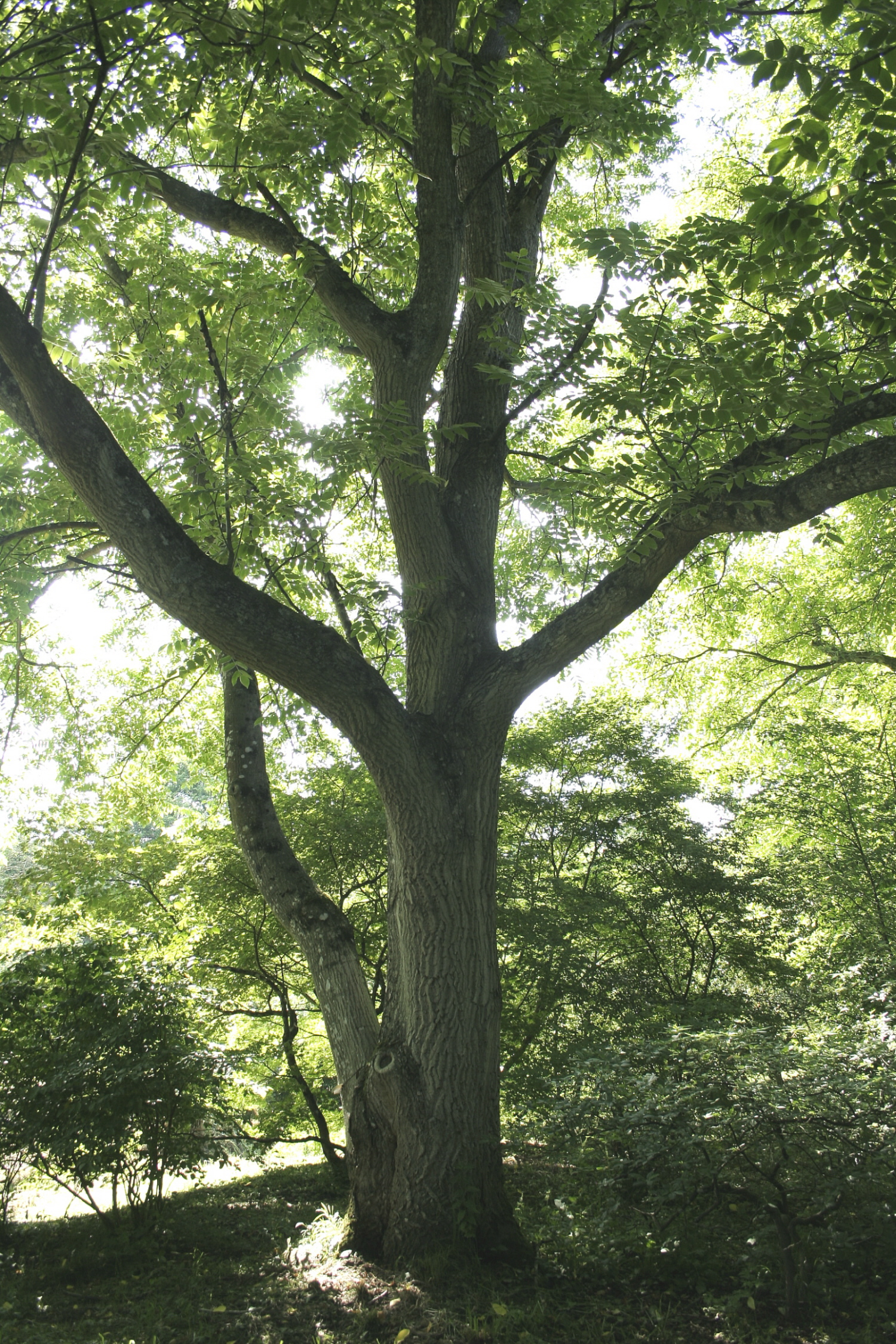
Juglans mandshurica
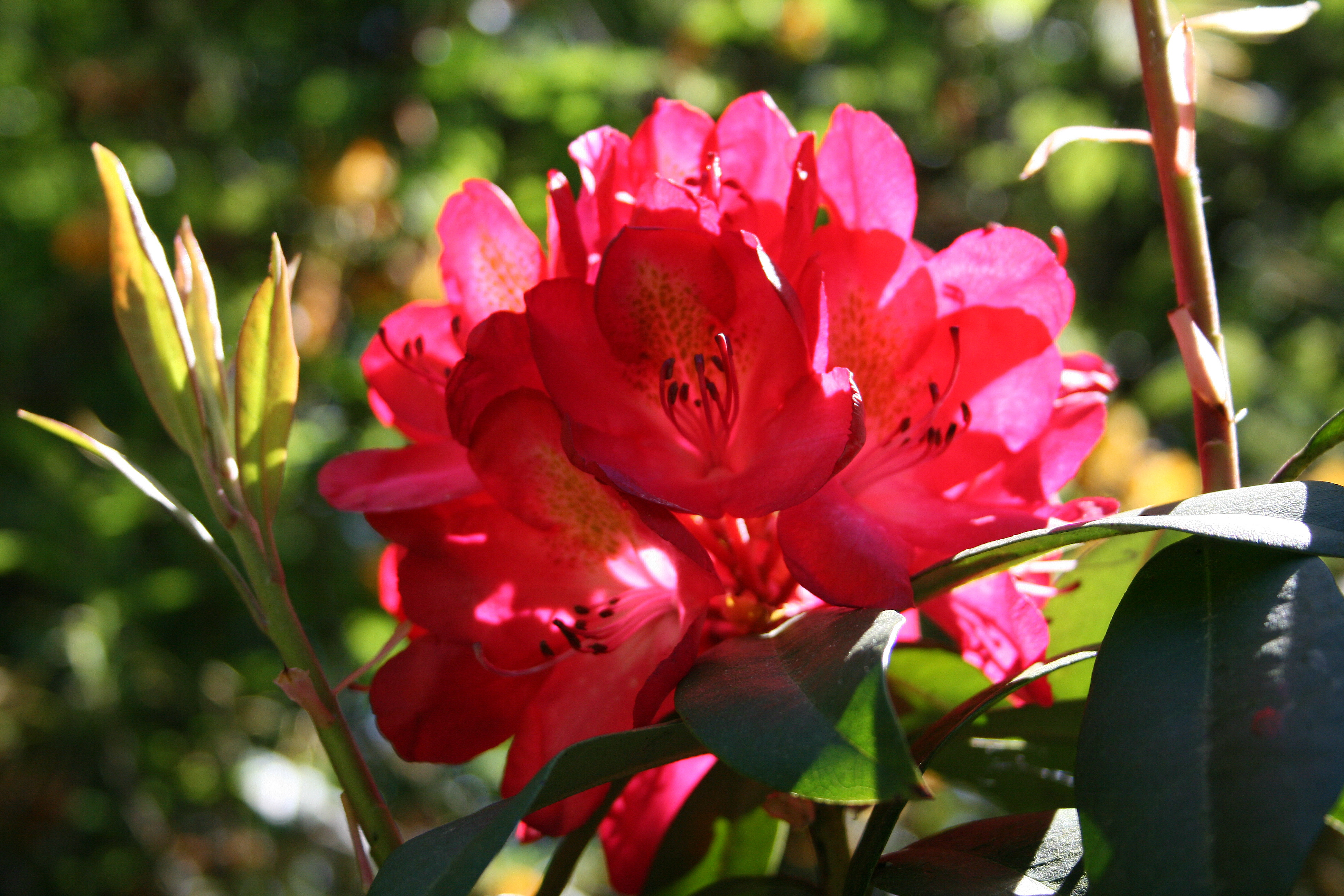
Rhododendron Nova Zembla
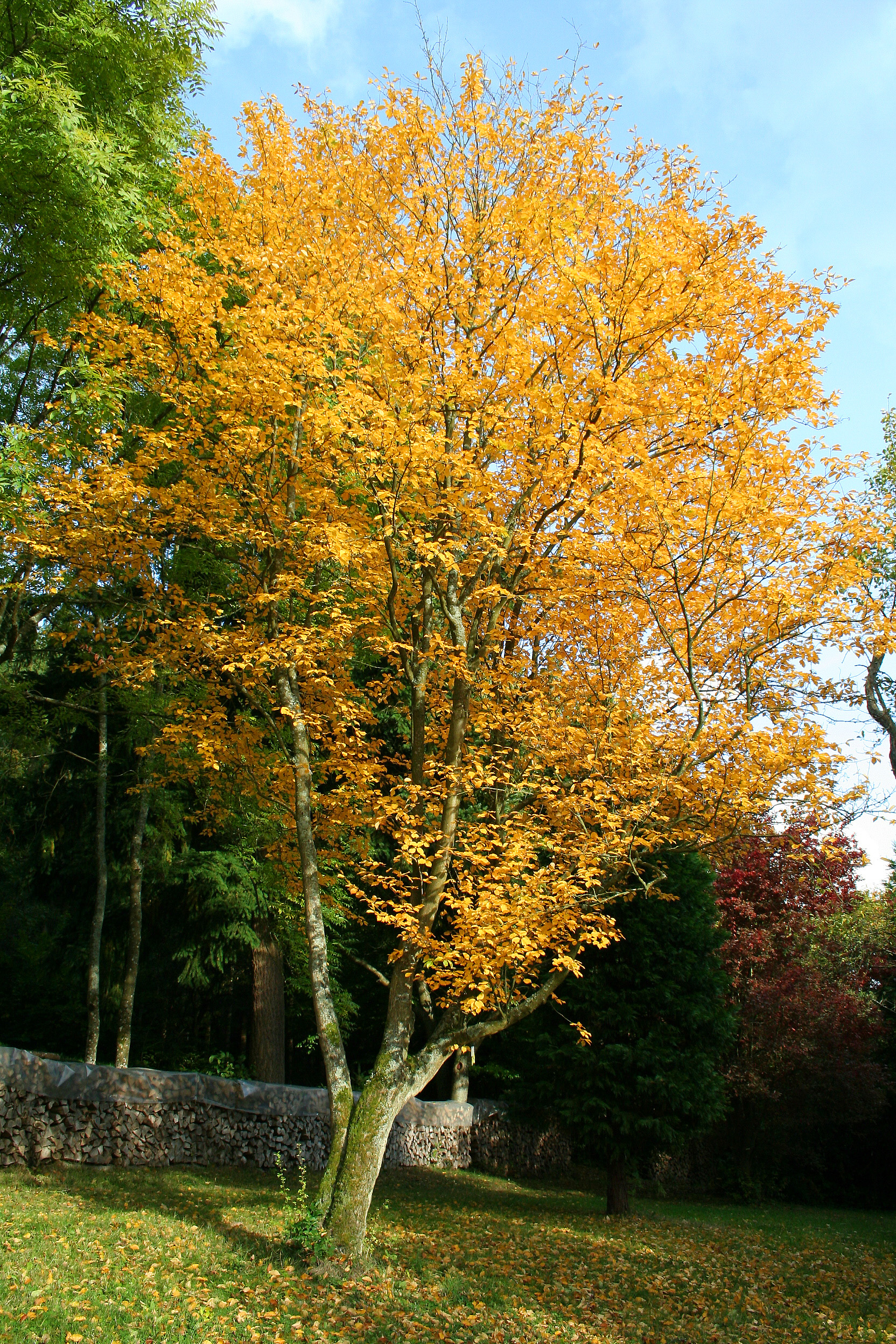
Sorbus alnifolia « Submollis »